# Banisteriopsis salicifolia
Banisteriopsis salicifolia là một loài thực vật có hoa trong họ Malpighiaceae. Loài này được (DC.) B.Gates mô tả khoa học đầu tiên năm 1982.